# 阿蘇惟時
阿蘇 惟時（あそ これとき）は、鎌倉時代末期から南北朝時代にかけての武将。阿蘇大宮司。

## 略歴
阿蘇惟国の子として誕生。
1319年には、大宮司に任命されていた（『神道体系』阿蘇・英彦山所収）。
元弘3年（1333年）に後醍醐天皇の綸旨を受けて、南朝に帰す。六波羅探題攻略や足利尊氏との戦いに参戦した。その後、長男・惟直に家督を譲って隠居した。（南朝）
延元元年/建武3年（1336年）に惟直が多々良浜の戦いに敗れて自害したため、再び家督を継ぐ事となった。北朝方の足利尊氏の調略で惟時の庶子・坂梨孫熊丸が相続者として大宮司に選ばれたため、阿蘇氏内部で内紛が発生する。惟時は北朝側に寝返った。（北朝）
1344年10月28日、征西府が惟時を北朝方に帰したことを心配し、阿蘇惟澄宛てに令旨写を送る。（北朝）
正平4年/貞和5年（1349年）9月26日、惟時は、再び南朝側に帰順する（五条頼元書状写）。（南朝）
同年、10月28日、惟時は、再び北朝方へ寝返る（征西将軍令旨写）。（北朝）
1350年7月19日、足利将軍家御判御教書により、北朝幕府方から北朝大宮司として任命される。（北朝）
同年、11月8日、惟時は、再び南朝へ帰順する（五条頼元言上状写）。（南朝）
正平6年/観応2年（1351年）、家督を養嗣子・惟村に譲る。足利直義が惟時に御教書を下し、阿蘇大宮司を認める。（北朝）
しかし、惟村の実父・惟澄が当主となって実権を握っていた。正平8年/文和2年（1353年）に死去。